# Smilasterias multipara
Smilasterias multipara is een zeester uit de familie Stichasteridae.
De wetenschappelijke naam van de soort werd in 1990 gepubliceerd door O'Loughlin & O'Hara.